# Omeir ibne Alualide
Omeir ibne Alualide Albadeguici Atamimi (em árabe: عمير بن الوليد الباذغيسي التميمي; romaniz.: Umair ibn al-Ualid al-Badhgisi at-Tamimi) foi um governador do Egito do começo do século IX para o Califado Abássida, servindo lá de abril de 829 até sua morte enquanto lutava para debelar uma revolta antitributária alguns meses depois.

## Vida
Omeir foi nomeado governador residente do Egito em abril de 829 por Abu Ixaque (o futuro califa Almotácime, r. 833-842) após o fracassado do governador anterior, Issa ibne Iázide Aljuludi, para derrotar uma revolta dos árabes tribais no distrito de Haufe. Omeir rapidamente começou preparativos para uma campanha contra os haufitas, porém sofreu um revés quando Abedalá ibne Hulais/Jalis, que havia sido enviado para pacificar os árabes caicitas, desertou para o lado deles. Apesar disso, partiu de Fostate com suas tropas e Issa, o antigo governador, deixando seu filho Maomé no comando em sua ausência.
Os rebeldes, por sua vez, encontraram-se com emissários enviados pelo califa Almamune (r. 813–833), mas recusaram-se a desistir de sua causa e continuaram a marchar contra Omeir. Os dois lados encontraram-se próximo do fim de maio de 829; Omeir comandou o exército do governo, enquanto no lado rebelde os caicitas eram liderados por ibne Hulais e os iamanitas estavam sob Abde Assalame Aljudami. A batalha resultante inicialmente foi favorável a Omeir, com muitos dos haufitas sendo mortos e a força remanescente se retirando. Contudo, os rebeldes lideraram uma emboscada, e quanto Omeir tentou persegui-los, caiu na armadilha e foi morto.